# Futbola Klubs ASK Rīga
Il Futbola Klubs ASK Rīga (in lettone Club Calcistico dell'ASK Riga), noto anche come ASK Riga, è stata la sezione calcistica della società polisportiva lettone Armijas Sporta Klubs Rīga con sede nella capitale Riga.

## Storia

### Periodo Lettone
Il club fu fondato nel 1919 con il nome originario di Atletiskais Sporta Klubs (cioè Club atletico sportivo), ma cominciò a competere ufficialmente nel 1921, anno in cui si disputò il campionato lettone, nella seconda divisione. Nel 1923 ottenne la partecipazione alla massima serie del campionato lettone di calcio, battendo l'Unione Riga, formazione ultima classificata in quella stagione.
Nel 1924 finì seconda, ma nelle due stagioni seguenti finì ultima nel girone della città di Riga, cosicché nel 1927 non guadagnò un posto nella neonata Virslīga. Vi fece ritorno nel 1929, dopo aver battuto il LNJS Liepāja, ultima classificata della stagione precedente. Nel 1932 vinse il suo primo titolo, battendo il Riga Wanderer nello spareggio per il titolo. L'anno successivo conquistò anche la prima (e unica) Coppa di Riga, competizione antenata della Coppa di Lettonia.
Pur rimanendo ai vertici del calcio lettone, l'ASK non vinse più il titolo, fino allo scoppio della seconda guerra mondiale; con l'invasione sovietica il club, come le altre società lettoni, fu prima sciolto e poi ripristinato quando arrivarono i tedeschi. Nel periodi di occupazione nazista vinse due titoli consecutivi oltre ad una coppa lettone. Con il ritorno dei sovietici nel 1944 il club fu sciolto.

### Periodo Sovietico
In sostituzione del precedente club, fu creata una nuova polisportiva dell'esercito, l'Armijas Virsnieku Nams (cioè Circolo degli ufficiali dell'esercito), meglio noto come AVN Riga.
Il legame con il precedente club è piuttosto flebile: molti dei giocatori non erano lettoni, ma ufficiali provenienti da ogni zona dell'Unione sovietica. Con questa nuova denominazione il club vinse altri due campionati lettoni oltre che tre coppe; entrambi i trofei erano però diventati di carattere "regionale" essendo la Lettonia parte dell'URSS.
Nel 1953, nell'ambito del processo di riorganizzazione delle società collegate all'esercito sovietico il club fu chiuso. Riaprì l'anno seguente come Armijas Sporta Klubs, riacquisendo di fatto l'acronimo originale di ASK Riga.
Con questo nome conquistò sette campionati di fila tra il 1960 e il 1966, oltre ad altre tre coppe lettoni.

## Palmarès

### Competizioni nazionali
- Campionato di calcio lettone: 3

1932, 1942, 1943
- Campionato sovietico lettone: 9

1950, 1952, 1960, 1961, 1962, 1963, 1964, 1965, 1966
- Coppe di Lettonia: 1

1943
- Coppa Lettone Sovietica: 6

1950, 1951, 1952, 1959, 1960, 1966

### Competizioni regionali
- Coppa di Riga: 1

1933

### Altri piazzamenti
- Campionato lettone:

Secondo posto: 1924, 1936
Terzo posto: 1933, 1934
- Coppa di Lettonia:

Finalista: 1937-1938

## Giocatori
- Aleksandrs Vanags
- Arvīds Jurgens
- Valentin Ivakin
- Jānis Gilis